# حبله‌رود
حَبله‌رود رودی به طول ۲۴۰ کیلومتر در حوضه آبریز کویر مرکزی است که از ارتفاع حدود ۲۸۰۰ متری دامنه رشته کوه‌های البرز و شاه محمد قله و هما در شمال شرقی فیروزکوه، از رشته‌کوه‌های البرز سرچشمه می‌گیرد و به نام رود گورسفید با مسیر عمومی (شمالی ـ جنوبی)، از دامنه شمالی کوه مارآب عبور می‌کند سپس به سمت غرب تغییر مسیر داده و نخست با رودخانه ساواشی مخلوط می‌شود و فیروزکوه نام می‌گیرد. حبله‌رود تنها رودی است که کشت و زرع گرمسار را آبیاری می‌کند. حبله‌رود زیستگاه زردک قلمی است.
چندین ریزابه به نام‌های گورسفید، ساواشی، نمرود، آب درهٔ درده، دلی‌چای، شاه‌بلاغی، آب کبوتردره، آب دره‌شور به حبله‌رود  می‌ریزند. حبله‌رود خود ریزابهٔ رودخانهٔ گلو است؛ و گستردگی حوضه آبریز آن ۳۲۰۰ کیلومتر مربع است.

## جزئیات مسیر

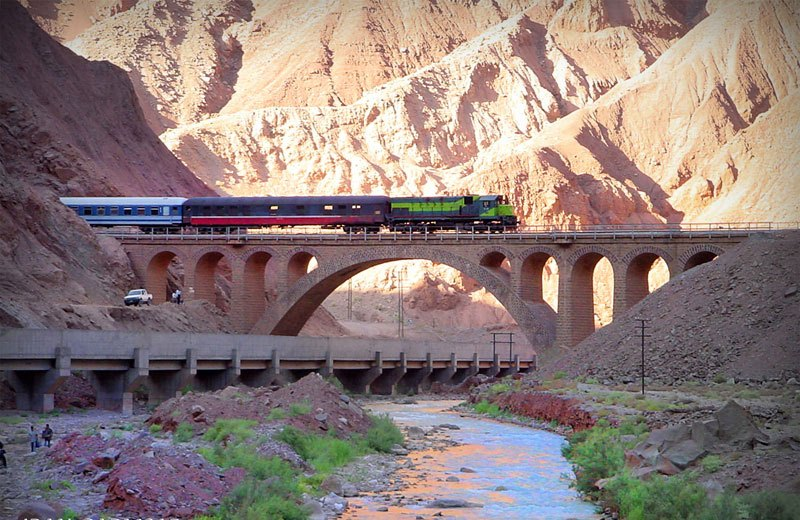
حبله‌رود.

سرچشمه این رود از کوه‌های شمالی فیروزکوه است و شاخه اصلی آن از کوه‌های سرا و واشی سرچشمه گرفته و پس از گذشتن از تنگه واشی و عبور از چمن فیروزکوه به دو رود دیگر می‌پیوندد و این دو رود عبارتند از رود گورسفید و سرانزا که از چمن گورسفید و روستای سرانزا در شمال فیروزکوه جریان می‌یابد و رود دیگر از چمن شورستان و کنگرخانی گذشته و پس از اتصال به دو شاخه یادشده به سوی باختر جریان می‌یابند.
این رود پس از پیوستن به سد نمرود در حوالی دهستان حبلرود (هبلرود)، با نام «حبله‌رود» خوانده شده و در ۴۶ کیلومتری جنوب شرقی گرمسار (استان سمنان) به رود گلو می‌پیوندد. قسمت علیای حبله‌رود از سرچشمه تا محل تلاقی آن با ساواشی، گورسفید نام دارد و حدود ۳۶ کیلومتر است. 
حبله‌رود هم‌سو با خط آهن فیروزکوه–گرمسار به سوی جنوب غربی می‌رود. آب درهٔ درده در جنوب روستای فرح‌آباد به حبله‌رود می‌پیوندد؛ و از روستاهای انزها، آتشان، مزداران، ده‌گردان، دریابک، گاودره، درحصار، گچه و موین می‌گذرد. سپس رودخانه‌های دلی‌چای شاه‌بلاغی به آن می‌پیوندد؛ و به سوی جنوب سرازیر می‌شود. حبله‌رود پس از گذر از روستای دمی‌آقا با آب کبوتردره و دره‌شور درمی‌آمیزد؛ و به استان سمنان می‌رسد. این رود پس از گذر از ایستگاه‌های عروس‌پران و بن‌کوه به روستای سراب‌رود می‌رسد؛ و به دشت گرمسار سرازیر می‌شود. حبله‌رود در دشت گرمسار (دشت خوار) با شاخابه‌های فراوانی زمین‌های کشاورزی را آبیاری می‌کند؛ مابقی آب حبله‌رود پس از گذشتن از روستای علی‌آباد باقری به سوی جنوب شرقی تغییر مسیر داده و در ۴۶ کیلومتری جنوب شرقی گرمسار در ارتفاع ۷۴۵ متری با پیوستن به رود گلو (یا ایوانکی) که یکی از شاخه‌های رودخانه ورگی است و پس از تلاقی با چند رود وارد حاشیه کویر می‌شود و در ریگزارهای شمال غربی دریاچه نمک (کویر گرمسار) فرومی‌رود.

## شاخه‌ها
شاخه‌های حبله‌رود عبارتند از:
۱- نمرود (نیمرود) که از کوه برفی سرچشمه گرفته و خود دارای دو شعبه است: یکی از محال قزانچای و کوه‌های نجف‌در و زرایمان و وزنا سرچشمه می‌گیرد و دیگری از بلندی‌های لَزور و ارجمند سرازیر شده و پس از پشت سر گذاردن بلوک فرح‌رود در محلی به نام دوآب وشتان به شاخه قزانچای می‌پیوندد و پس از عبور از تنگه شل‌بن به نام نمرود جریان می‌یابد و پس از طی مسافتی و پشت سر گذاشتن روستاهای هرانده و خم‌ده در ناحیه فرح‌آباد در جنوب ایستگاه مهاباد به شاخه اصلی یعنی گورسفید می‌پیوندد.
۲- دلیچای (از ترکی بمعنی رود دیوانه است و علت انتخاب این نام همانا شیب زیاد و عمل فرسایش تخریبی این رود در بستر خود می‌باشد). سرچشمه این رود از کوه‌های تار و مومج واقع در ناحیه دهستان ابرشیوه پشت‌کوه دماوند است و آب آن از ذوب برف‌ها و چشمه‌سارهایی تأمین می‌شود که در مکانی جمع شده و دو دریاچه کوچک در کنار هم را به‌وجود می‌آورند. این رود پس از گذشتن از دهات هویر و دهنار و کهنک از محلی بنام دلیچای واقع در مسیر جاده فیروزکوه تهران عبور می‌نماید و ضمن گذشتن از مسافتی زیاد در سیمین‌دشت حسن‌آباد به رودخانه حبله‌رود وارد می‌شود.
در فاصله میان سیمین‌دشت و گرمسار آب‌های شور از بلندی‌های پیرامون بستر رود مزبور وارد آن شده و این آب‌ها به واسطه عبور از طبقات نمک کاملاً شور و بدمزه و غیرقابل آشامیدن‌اند. شیب رودخانه حبله رود نسبتاً زیاد و این شیب در قسمت سرچشمه بیش از ناحیه (وسطی و سفلی) آن است. عمل فرسایش رود مزبور در مسیر خود از نوع فرسایش تخریبی است و در حین عبور گل و لای و مواد مختلف دیگر را به‌همراه خود آورده و در جلگه گرمسار به‌جای می‌گذارد، مقدار مواد رسوبی این رود در فصل تابستان به‌علت کم شدن آب آن کاسته شده و در زمستان وجود سیلاب‌ها سبب می‌شود که اغلب موادی از نوع قلوه‌سنگ و ریگ نیز با رسوبات آن همراه باشد. در اثر ته‌نشست این مواد رسوبی در زمین‌های جنوب گرمسار و نواحی کویر هر روز بر وسعت زمین‌های قابل کشت این منطقه افزوده می‌گردد. حبله‌رود در محل سراب‌رود واقع در انتهای دره زرین‌دشت و ابتدای ناحیه کوهستانی شمال گرمسار سدبندی شده و به جویبارهای مختلف تقسیم می‌گردد و آب رود به‌وسیله مأموران اداره آبیاری موسوم به میرآب تقسیم و به‌وسیلهٔ این نهرها که هر یک اختصاص به یک روستا دارند به کشتزارها برای آبیاری کِشته‌های دهات برده می‌شود.
حبله‌رود در سراب‌رود علاوه بر جوی‌ها به سه شعبه مهم تقسیم می‌شود که در فصل زمستان مازاد آب در آن‌ها جاری شده و پس از عبور از زمین‌های کشاورزی به آب‌های شور باتلاق‌های جنوب گرمسار پیوسته و در ناحیه جنوب شرقی کویرهای گرمسار از مجموع آن‌ها رودخانه‌ای تشکیل می‌شود و سپس در کویرهای شمال جندق فرورفته و تشکیل باتلاق عظیمی را می‌دهد.

## گورسفیدو فیروزکوه
سرچشمهٔ رودخانهٔ گورسفید در ۳۰ کیلومتری شمال شرقی فیروزکوه است. گورسفید در گذر از روستاهای طارم، گورسفید، شیخ‌وزا،  به رود سرانزا میپیوندد وبعد از گذر از روستای  کمند به سوی غرب روان است؛ سپس به روستای امیریه می‌رسد. در امیریه به سوی جنوب غربی روان، و هم‌سو با خط آهن قائم‌شهر–فیروزکوه به شهر فیروزکوه می‌رسد.
در فیروزکوه رودخانهٔ ساواشی به گورسفید می‌پیوندد؛ و رودخانهٔ فیروزکوه نام می‌گیرد. رودخانهٔ فیروزکوه از روستاهای جلیل‌آباد و مهاباد می‌گذرد؛ سپس با رودخانهٔ نمرود آمیخته و سرانجام حبله‌رود نامیده می‌شود.